# Jasienówka
Jasienówka is een plaats in het Poolse district  Siemiatycki, woiwodschap Podlachië. De plaats maakt deel uit van de gemeente Dziadkowice en telt 90 inwoners.